# ElGamal加密算法
在密码学中，ElGamal加密算法是一个基于迪菲-赫尔曼密钥交换的非对称加密算法。它在1985年由塔希尔·盖莫尔提出。GnuPG和PGP等很多密码学系统中都应用到了ElGamal算法。
ElGamal加密算法可以定义在任何循环群{\displaystyle G}上。它的安全性取决于{\displaystyle G}上的离散对数难题。

## 算法
ElGamal加密算法由三部分组成：密钥生成、加密和解密。

### 密钥生成
密钥生成的步骤如下：
- Alice利用生成元{\displaystyle g}产生一个{\displaystyle q\,}阶循环群{\displaystyle G\,}的有效描述。该循环群需要满足一定的安全性质。
- Alice从{\displaystyle \{1,\ldots ,q-1\}}中随机选择一个{\displaystyle x}。
- Alice计算{\displaystyle h:=g^{x}}。
- Alice公开{\displaystyle h\,}以及{\displaystyle G,q,g\,}的描述作为其公钥，并保留{\displaystyle x}作为其私钥。私钥必须保密。

### 加密
使用Alice的公钥{\displaystyle (G,q,g,h)}向她加密一条消息{\displaystyle m}的加密算法工作方式如下：
- Bob从{\displaystyle \{1,\ldots ,q-1\}}随机选择一个{\displaystyle y}，然后计算{\displaystyle c_{1}:=g^{y}}。
- Bob计算共享秘密{\displaystyle s:=h^{y}}。
- Bob把他要发送的秘密消息{\displaystyle m}映射为{\displaystyle G}上的一个元素{\displaystyle m'}。
- Bob计算{\displaystyle c_{2}:=m'\cdot s}。
- Bob将密文{\displaystyle (c_{1},c_{2})=(g^{y},m'\cdot h^{y})=(g^{y},m'\cdot (g^{x})^{y})}发送给Alice。

值得注意的是，如果一个人知道了{\displaystyle m'}，那么它很容易就能知道{\displaystyle h^{y}}的值。因此对每一条信息都产生一个新的{\displaystyle y}可以提高安全性。所以{\displaystyle y}也被称作临时密钥。

### 解密
利用私钥{\displaystyle x}对密文{\displaystyle (c_{1},c_{2})}进行解密的算法工作方式如下：
- Alice计算共享秘密{\displaystyle s:=c_{1}{}^{x}}
- 然后计算{\displaystyle m':=c_{2}\cdot s^{-1}}，并将其映射回明文{\displaystyle m}，其中{\displaystyle s^{-1}}是{\displaystyle s}在群{\displaystyle G}上的逆元。（例如：如果{\displaystyle G}是整数模n乘法群的一个子群，那么逆元就是模逆元）。

解密算法是能够正确解密出明文的，因为
{\displaystyle c_{2}\cdot s^{-1}=m'\cdot h^{y}\cdot (g^{xy})^{-1}=m'\cdot g^{xy}\cdot g^{-xy}=m'.}

### 实际使用
ElGamal加密系统通常应用在混合加密系统中。例如：用对称加密体制来加密消息，然后利用ElGamal加密算法传递密钥。这是因为在同等安全等级下，ElGamal加密算法作为一种非对称密码学系统，通常比对称加密体制要慢。对称加密算法的密钥和要传递的消息相比通常要短得多，所以相比之下使用ElGamal加密密钥然后用对称加密来加密任意长度的消息，这样要更快一些。